# Lavoslav Koprivšek
Lavoslav (Leopold) Koprivšek, slovenski klasični filolog,  gimnazijski profesor in prevajalec, * 11. november 1839, Buče, Kozje, † 28. maj 1916, Maribor.
Učil je grščino na gimnazijah v Mariboru in Novem mestu. Po  Heinrichu Wilhelmu Stollu je v slovenščino je prevedel grško in rimsko mitologijo. (Grška mythologija / po nemški mythologiji Grkov in Latincev H. Viljem-a Stoll-a poslovenil Lavoslav Koprivšek (COBISS)).